# Metazygia rogenhoferi
Metazygia rogenhoferi is een spinnensoort in de taxonomische indeling van de wielwebspinnen (Araneidae).
Het dier behoort tot het geslacht Metazygia. De wetenschappelijke naam van de soort werd voor het eerst geldig gepubliceerd in 1878 door Eugen von Keyserling.